# Super Green 10000
Der Super Green 10000 ist ein vom niederländischen Unternehmen Groot Ship Design in Leek entworfener Mehrzweckfrachtschiffstyp. Er basiert auf dem ebenfalls von Groot Ship Design entworfenen Schiffstyp Super Green 8500.

## Geschichte
Von dem Schiffstyp wurden vier Einheiten für die in Cowes auf der Isle of Wight ansässige Reederei Carisbrooke Shipping auf der chinesischen Werft Jiangsu Yangzijiang Shipbuilding gebaut. Bei den Einheiten des Typs Super Green 8500 und Super Green 10000 handelte es sich um die ersten mit dem Groot Cross-Bow gebauten Schiffe.

## Beschreibung
Die Schiffe werden von einem Viertakt-Sechszylinder-Dieselmotor des Motorenherstellers Caterpillar (Typ MaK 6M32C) mit 3000 kW Leistung angetrieben. Der Motor wirkt auf einem Verstellpropeller mit Kortdüse. Der Antriebsmotor erfüllt die Vorgaben des Energy Efficiency Design Indexes, was unter anderem durch die Rumpfform in Verbindung mit dem Groot Cross-Bow, der zu einem geringeren Treibstoffverbrauch und verminderten Stampfbewegungen bei starkem Seegang führt, der Kortdüse und der auf 3000 kW gedrosselten Motorleistung erreicht wird.
Die Schiffe sind mit einem mit 400 kW Leistung angetriebenen Bugstrahlruder ausgestattet. Für die Stromerzeugung stehen ein AEM-Wellengenerator mit 525 kVA Scheinleistung sowie ein von einem Caterpillar-Dieselmotor mit 400 kW Leistung angetriebener Generator zur Verfügung. Weiterhin wurde ein von einem Caterpillar-Dieselmotor mit 275 kW Leistung angetriebener Notgenerator verbaut.
Die Schiffe verfügen über zwei Laderäume. Der vordere Teil von Laderaum 1 ist 11,2 m lang und 8,28 m breit, der hintere Teil ist 14,0 m lang und 13,8 m breit. Laderaum 2 ist 63,7 m lang und 13,8 m breit. Die Laderäume sind 11,3 m hoch. Auf den hintersten 6,3 m des Laderaums 2 befindet sich ein Podest. Hier ist der Laderaum nur 5,3 m hoch.
Die Laderäume sind mit Stapellukendeckeln verschlossen. Diese können mithilfe eines Lukenwages bewegt werden. In den Laderäumen kann ein Zwischendeck eingehängt werden. Hierfür stehen 15 Paneele zur Verfügung. Der Raum unter dem Zwischendeck ist 5,33 m hoch, der Raum über dem Zwischendeck ist 5,31 m hoch. Die Laderäume können in der Länge mit sechs Schotten unterteilt werden.
Die Tankdecke kann mit 18 t/m², das Zwischendeck mit 3,5 t/m² und die Lukendeckel mit 2,5 t/m² belastet werden. Die Schiffe sind mit zwei auf der Steuerbordseite angeordneten Kranen ausgerüstet. Die Krane können jeweils 80 t heben.
Die Schiffe sind für den Transport von Containern vorbereitet. Die Containerkapazität beträgt 494 TEU. Davon können 244 TEU in den Laderäumen und 250 TEU an Deck geladen werden.
Das Deckshaus befindet sich im Heckbereich der Schiffe. Die Einrichtungen für die Schiffsbesatzung sind auf fünf Decks untergebracht. Insgesamt stehen 13 Einzelkabinen zur Verfügung. Weiterhin stehen unter anderem eine Messe mit einem Aufenthaltsraum, eine Kombüse, ein Besprechungszimmer, ein Büro, eine Krankenstation sowie Lagerräume und technische Betriebsräume zur Verfügung. Die Brücke mit zwei offenen Nocken befindet sich auf dem obersten Deck. Am Heck befindet sich auf der Backbordseite ein Freifallrettungsboot.

## Schiffe
| Super Green 10000 | Super Green 10000 | Super Green 10000 | Super Green 10000 | Super Green 10000          |
| Bauname           | Bau- nummer       | IMO- Nummer       | Ablieferung       | Umbenennungen und Verbleib |
| ----------------- | ----------------- | ----------------- | ----------------- | -------------------------- |
| Vectis Progress   | 997               | 9626144           | August 2012       |                            |
| Vectis Pride      | 998               | 9626132           | Oktober 2012      |                            |
| Vectis Isle       | 999               | 9626156           | Dezember 2012     | 2021: Onego Isle           |
| Vectis Castle     | 1000              | 9626168           | Januar 2013       | 2023: UAL Castle           |